# سركيس وباخوس
القديسان سركيس وباخوس ويعرفان أيضًا عند العرب باسم سرجيس وباكوس هما قديسان وشهيدان حسب معتقدات الكنيسة الكاثوليكية والكنائس الأرثوذكسية الشرقية وكذلك الأرثوذكسية المشرقية، كانا جنديين رومانيين في القرن الثالث، ضمن جيش الإمبراطور غاليريوس مكسيميانوس برتبة ضابط، وقد اعتنقا المسيحية سرًا في فترة الاضطهادات الرومانية للديانة المسيحية، والتي كانت تصل عقوبتها للإعدام. بعد افتضاح أمر عقيدتهما تعرض سركيس وباخوس للتعذيب بهدف دفعهما للجحود بالإيمان المسيحي، غير أنهما رفضا رغم التعذيب العودة عن إيمانها وتقديم الذبائح للآلهة الرومانية فماتا تحت التعذيب ولقبّا «الشهيدين العظيمين» و«أعظم شهداء الشرق».
تم بناء العديد من الكنائس والأديرة على اسم سركيس وباخوس، سيّما في العراق وسوريا ولبنان وشبه الجزيرة العربية قبل الإسلام، وكذلك الحال في روما والقسطنطينية أما مزارهما الرئيسي فوقع في مدينة الرصافة على نهر الفرات ضمن حدود سوريا حاليًا، ويقع عيد تذكارهما في 7 أكتوبر، الكتابات التاريخية تظهر علاقة قويّة بين الرجلين، ويعتبران من القديسين الذين يذكران الواحد مع الآخر، وهذا ما دفع بعض المؤرخين أمثال بوزويل لاقتراح أن علاقة مثلية جنسية تجمعهما، غير أن هذا الاقتراح قوبل برفض العديد من المؤرخين الغير مسيحيين حتى أمثال ديفيد بريتون وروبن يونغ دارلينج وبرنت شو دال.

## السيرة

### أقدم الروايات

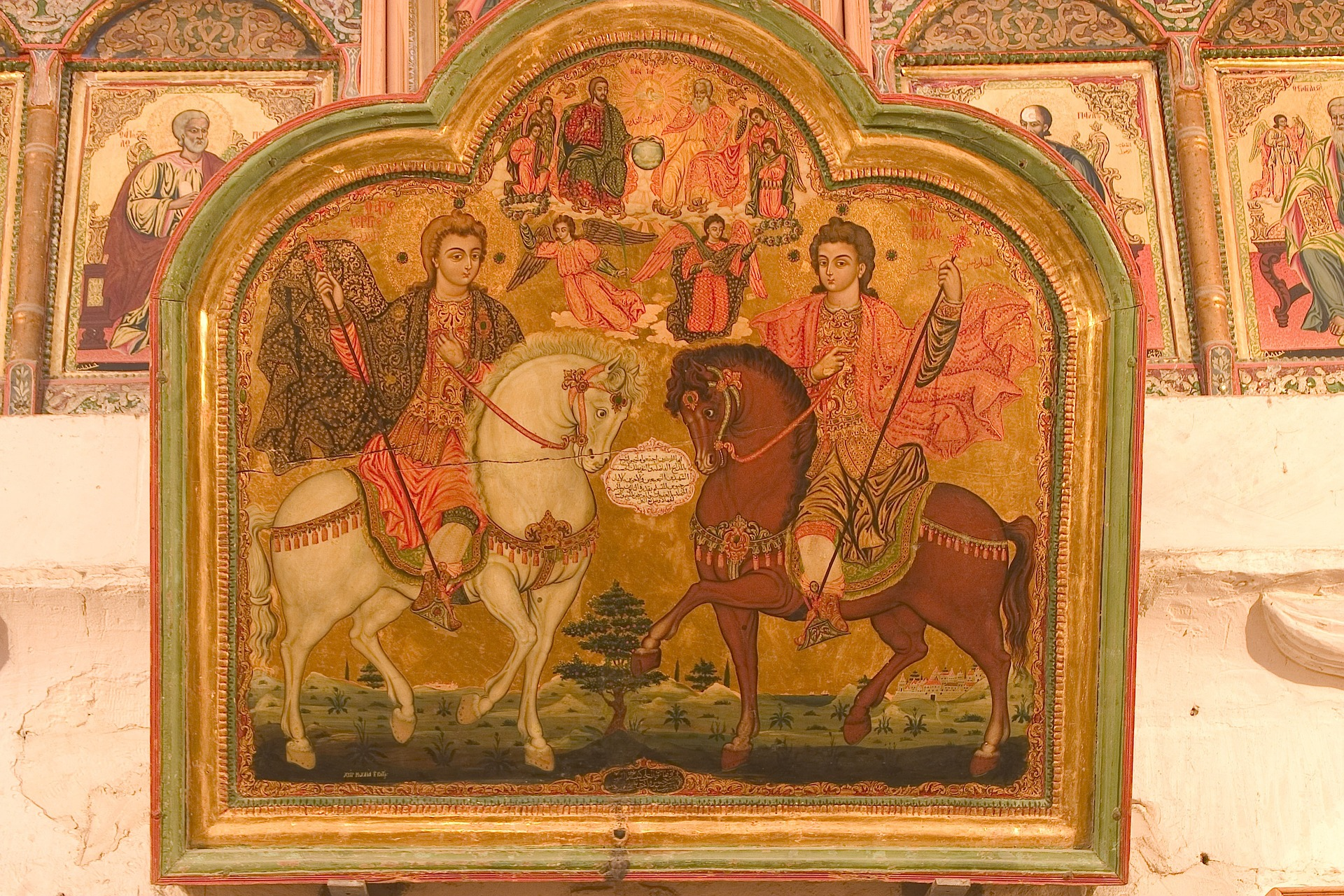
أيقونة القديسين سركيس وباخوس في معلولا- سوريا

أقدم المراجع التي تتكلم عن القديسين سركيس وباخوس هي نص يوناني معروف باسم «آلام سركيس وباخوس»، ووفقًا للنص فقد كانا مواطنين رومانيين وضابطين رفيعي المستوى في الجيش الروماني، وتم اكتشاف مسيحيتهما عندما رفضا مصاحبة مسؤول روماني إلى معبد وثني مع سائر حرسه الشخصي، والاستمرار في رفض تقديم الأضاحي لكوكب المشتري الذي يعتبر الإله الشخصي للإمبراطور غاليروس، وردًا على ذلك تم تعريضهما لإذلال علني، منها تقيدهما بالسلال وإجبارهم على ارتداء ملابس النساء والطواف بهما في جميع أرجاء المدينة. عندما سمع الإمبراطور بقصتهما، طلب أن يحاكما أمام أنطيخوس القائد العسكري في بلاد الشام، وكان أنطيوخس صديقًا قديمً لسركيس، غير أن فشل في جعلهما يرتدان عن دينهما، وتعرض باخوس للضرب والتعذيب حتى الموت في صور، وفي اليوم التالي لوفاة باخوس ظهرت «روحه» لسركيس وشجعته على البقاء قويًا في احتمال الآلام حتى يكونا معًا إلى الأبد كما يذكر النص، وخلال الأيام القليلة التالية، نقل سركيس من صور إلى الجزيرة الفراتية حيث تعرض «لتعذيب وحشي» انتهى بإعدامه بقطع الرأس في الرصافة.

### نقد الرواية
رفض بعض الباحثين النص السابق بوصفه نصًا يطغى عليه العاطفة، بحيث بدا لهم نصًا غير موثوق تاريخيًا. وليس هناك أدلة تاريخية تدل أن الإمبراطور غاليريوس قد طالب بعرض سركيس وباخوس على المحاكمة، رغم ذلك فإن هذين العاملين لا يعتبران كافيين لنفي قصتهما بالكامل، خصوصًا أن كنائس وأديرة شيدت على اسميهما في مرحلة مبكرة من القرن الخامس. فالمرحلة التاريخية لحياة سركيس وباخوس تظهر تعرض المسيحيين للاضطهاد سيّما في المؤسسات الهامة كالجيش. النقد الثاني يتعلق بكونهما «ضابطين رفيعي المستوى» والنقد الثالث متعلق بعدم وجود أدلة تاريخية تثبت أن رهبانًا قاموا بالعثور على جثة باخوس في القرن الرابع، علمًا أن سركيس قد شيدت على اسمه كاتدرائية الرصافة.
الباحث الإيطالي فرانكي دبي بيو كافاليري اعتقد أن نص «آلام سركيس وباخوس» يمكن البناء عليه، مع وضع الحقبة الزمنية لسيرتهمما في عهد الإمبراطور يوليان الجاحد عام 363، فبعد أن سُمح للمسيحيين الجهور بالإيمان في الإمبراطورية يبدو من المنطقي اعتناق هذا الدين من قبل ضباط في الجيش مع رفضهم العودة عن إيمانهم مع مراسيم يوليان التي أعادت الحظر على المسيحية؛ اعتمد كافاليري في بحثه إلى أن أساليب العقاب التي طبقت على القديسين هي معاملة صاغها الإمبراطرور يوليان على كافة الجنود المسيحيين.

## التكريم

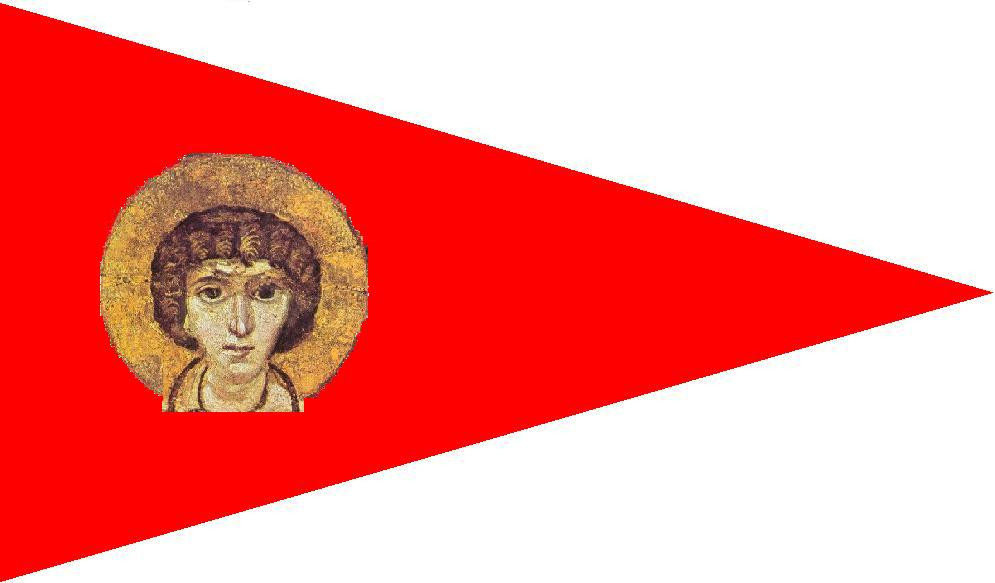
راية الغساسنة يعلوها وجه القديس سركيس.

مع بداية القرن الخامس تحديدًا عام 425 بنيت كاتدرائية الرصافة على اسم القديس سركيس، ولكن لا توجد أدلة ثابتة على انتشار تكريمه كقديس قبل هذا التاريخ، وقد بنيت الكاتدرائية بطلب من أسقف منبج مطران المنطقة ألكسندر. في عام 518 تم تجديد البناء والمواد المستخدمة في التشييد، وقد زار الكاتدرائية عدد من الشخصيات الهامة أمثال الإمبراطور جستنيان والملك كسرى الثاني من بلاد فارس وعدد من حكام المناذرة وكذلك عدد من حكام وأمراء الغساسنة. وقد كان للغساسنة والمناذرة دور هام في نشر إكرام القدسي سرجيس ودفع القبائل العربية في أنحاء المطقة إلى الحج إلى قبره وتعظيم ذكره كما ذكر لويس شيخو، فضلاً عن بني تغلب.
انتشر تكريم القديسين سركيس وباخوس بسرعة كبيرة في وقت مبكر من القرن الخامس، وذكرا دومًا على أنهما من «شهداء الإيمان» في الجيش، وأمر الإمبراطور جستنيان الأول ربما في عام 527 بتشييد كنيسة دير كبيرة على اسمهما في القسطنطينية، وكان الغساسنة في الفترة نفسها إذا خرجوا إلى القتال واضعوا راية أيقونة للقديس سركيس على أعلامهم؛ وبنتيجة هذه الأهمية أصبحت الرصافة أسقفية خاصة، وتحولت إلى مركز من مراكز الحج المسيحي في الشرق، ومنها انتشرت كنائس أخرى في سوريا والعراق على اسم سركيس أو سركيس وباخوس، وبنيت كنيسة في روما على اسمه بطلب من البابا سرجيوس الأول في القرن التاسع، ويبدو أن القبائل العربية المسيحية في بادية الشام وصحراء العراق وشبه الجزيرة العربية اعتبروهما شفعيهما الخاصين. وفي عام 434 حولت الرصافة إلى مركز أسقفية ودعيت «سرجيوبوليس» أي «مدينة سرجيس» تخليدًا له، وقد ظلّ الدير قائمًا حتى القرن العاشر حين نهبه البدو بحسب لويس شيخو، وبعد الفتح الإسلامي زار الدير عدد من الخلفاء ودعيت الرصافة باسم «رصافة سرجيس» تكريمًا له.
من الأديرة القديمة المشيدة على اسمهما دير قرب دمشق في سوريا لا يزال قائمًا إلى الآن ويرجع عهد بناءه إلى القرن الرابع، ودير آخر في عكار وعدد من الرعايا والكنائس الأخرى.
علمًا أن ذكرهما وصل لأرمينيا وينصّ السنكسار الأرمني أن سركيس وباخوس هما جنرالين مسيحيين في الجيش الروماني، نتيجة عقيدتهما المسيحية، ويسبق العيد في الطقس الأرمني ثلاث أيام من الصيام.

## معرض الصور

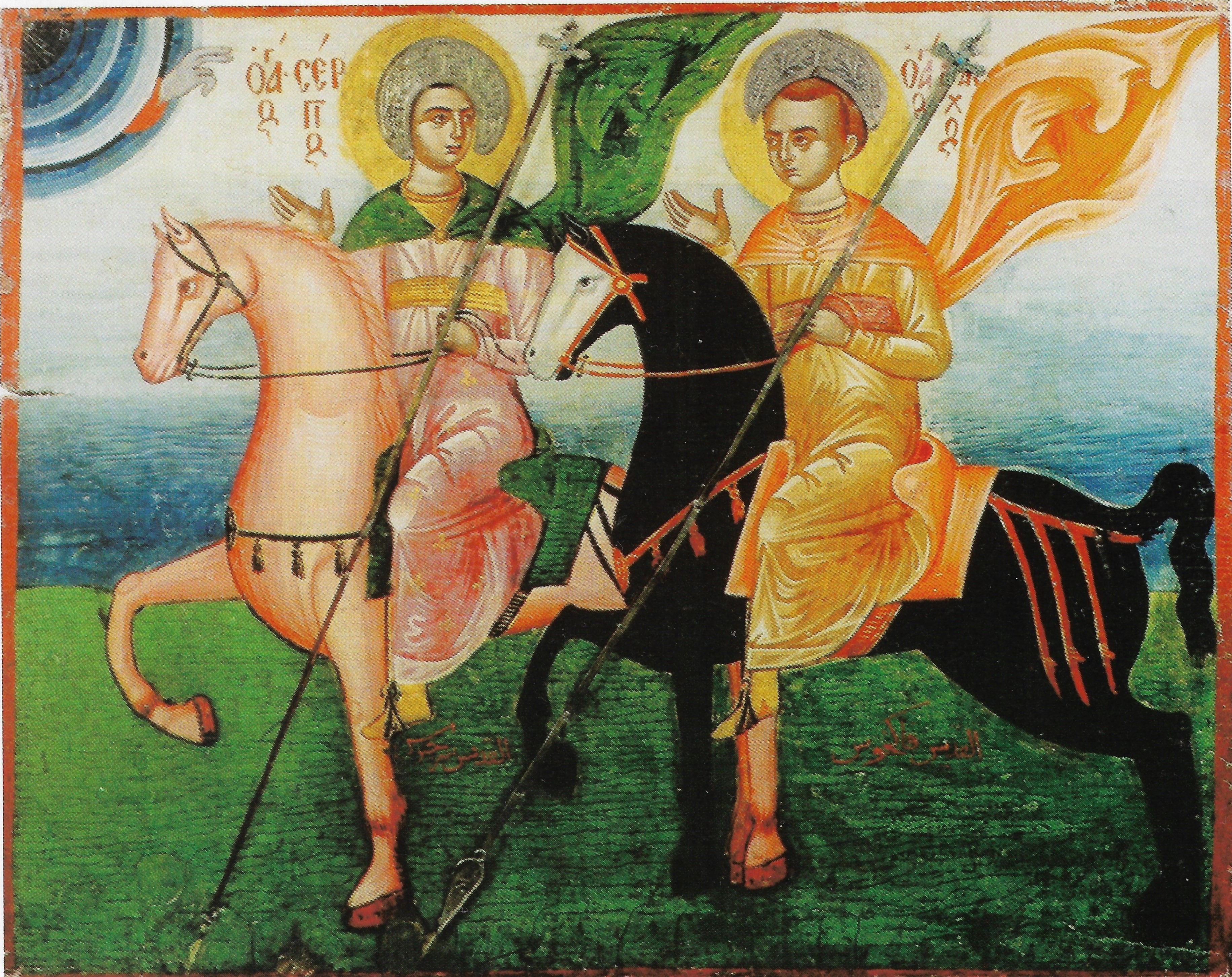
أيقونة سركيس وباخوس في دير مار سركيس وباخوس في معلولا

## مواقع خارجية
- دير القديسان سركيس وباخوس في ريف دمشق.
- دير القديسان سركيس وباخوس في عكار.